# Laguna de Yambo

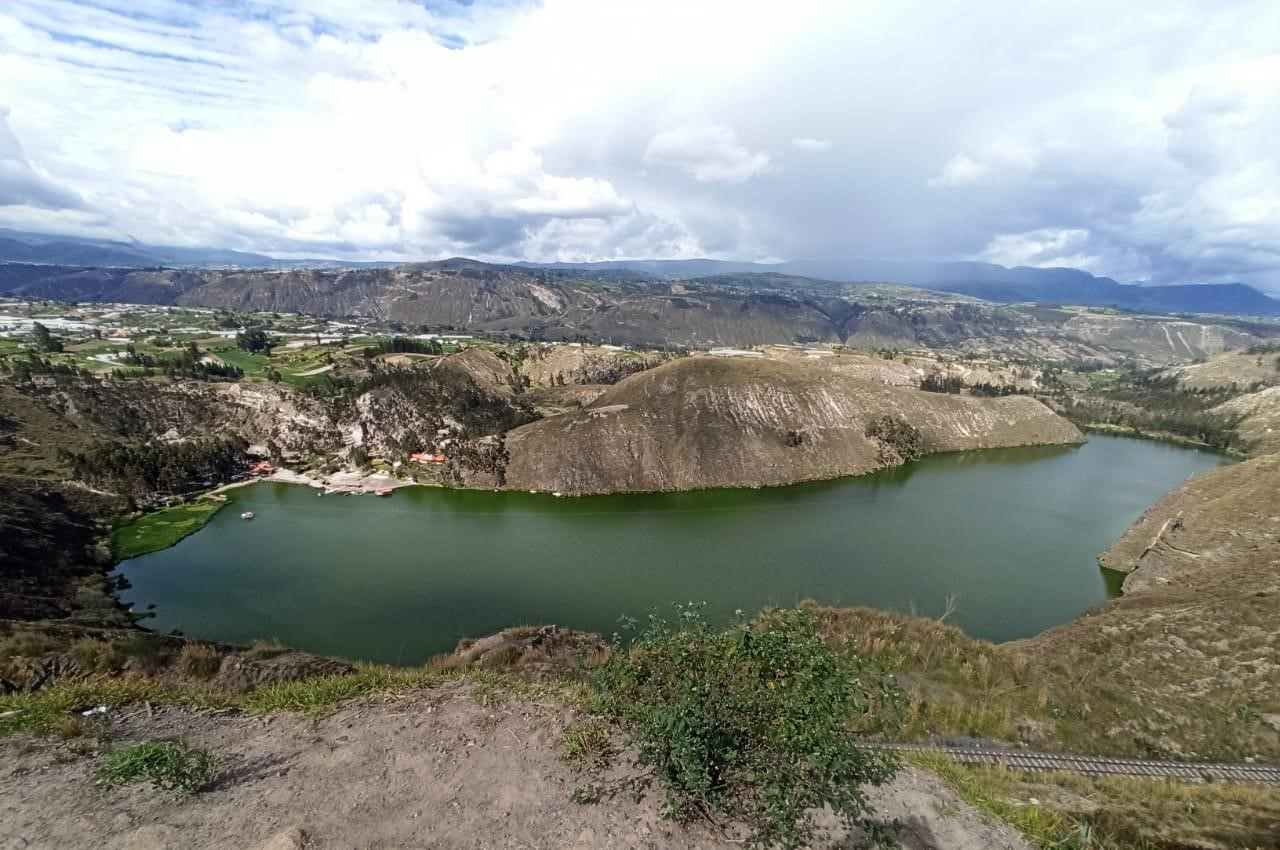
Laguna de Yambo. “Laguna Encantada” conocida así por sus leyendas y su riqueza histórica

La laguna de Yambo está ubicada en el cantón homónimo de la provincia de Cotopaxi en la sierra centro ecuatoriana. En el límite de Cotopaxi y Tungurahua.
Esta laguna cuyo origen se pierde en el tiempo constituye, por su misteriosa belleza Es uno de los atractivos turísticos más representativos de la provincia de Cotopaxi
Se halla, a 15 minutos de Salcedo llegando por la Panamericana. No solo la naturaleza atrae a los visitantes, sino también las leyendas que giran en torno a esta misteriosa laguna; cada año crece un poco más y ha incrementado su longitud con el tiempo.

## Toponimia
El lugar donde se encuentra la laguna de Yambo goza de una gran riqueza histórica porque fue un asentamiento indígena de los Paeces, rama de los pueblos Panzaleos en la época del incario. En el cerro de Tamboloma se encuentran aún restos de cerámica dsopn preincaica.
Su nombre según el historiador Oswaldo Navas viene de la palabra colorada “Yamboc”, que significa laguna humeante, debido a la gran evaporación que sufría en la antigüedad.

## Historia
La laguna de Yambo también llamada “Laguna Encantada” quizás por sus leyendas; tiene vertientes subterráneas en la parte central de donde nacen sus aguas; se puede observar que la laguna ha crecido en forma espectacular por los nuevos regadíos que se ha implementado en las zonas aledañas.
Se puede evidenciar desde las riveras el aspecto de un espejo, de color ver que suele apreciarse un contraste azulado a su horizonte y una región montañosa que enriquece el paisaje y las condiciones del lugar. Este sector goza de una gran riqueza histórica porque fue un asentamiento de los Paeces, rama de los panzaleos y en el cerro de Tamboloma se encuentran aún restos de cerámica preincaica. Yambo proviene de la palabra colorada Yamboc, que significa laguna humeante, porque en la antigüedad sufría una gran evaporación, explica el historiador Oswaldo Navas.

## Sucesos

### Los hermanos Restrepo en Yambo
Todo sucedió un 8 de enero de 1988, cuando dos hermanos ecuatorianos Santiago de 17 años y Andrés de 14 años, desaparecen de forma misteriosa de su localidad. Sus padres y hermana desde momento una incesante búsqueda sin obtener ningún resultado. Según el testimonio emitido por Hugo España Torres, agente del extinto Servicio de Investigación Criminal (SIC), sobre que los restos de los dos menores fueron arrojados en fundas plásticas por policías a la laguna de Yambo. Dos búsquedas tuvieron lugar en la laguna para este caso. La primera en agosto de 1991, donde los buzos de la Marina no encontraron ningún indicio. La siguiente fue en 2009 con la Comisión de la Verdad, donde tampoco se logró identificar restos.

## Leyendas

### El tren fantasma
Otra de las leyendas que se cuenta se refiere a un accidente ferroviario sucedido junto a la laguna. Sandra Ayala, habitante del sector, cuenta que un tren lleno de "montoneros" que apoyaban la Revolución Liberal emprendida por Eloy Alfaro, como consecuencia de un sabotaje consumado por los "conservadores", se descarriló en este lugar cuando en su recorrido se encontraba en el punto más cercano a la laguna, volcando hasta sus aguas. Ninguno de los accidentados pudo salvarse.
“Desde aquel tiempo existe la creencia de que todas las noches, cuando el reloj marca las doce horas en punto, es posible escuchar con absoluta claridad los potentes e inconfundibles resuellos de una máquina de vapor al arrastrar un pesado convoy”, afirma Sandra

### Leyenda de sal y ají en la laguna del Yambo
Un relato que hablaba de que la laguna en realidad era solo un terreno de sembríos.
Se desarrolla por el año de 1.919 en donde se cultivaban estas tierras. No había nada de agua. Por eso cuando llovía y se formaban los charcos de agua lluvia, los habitantes echaban bastante sal con ají para que no se sequen”. Y sí que les funcionó el truquito de la sal con ají, pues comentan los antiguos moradores que un buen día, de la noche a la mañana, se levantaron y encontraron formada la inmensa laguna.

## Geografía
Se localiza en la sierra ecuatoriana entre dos ciudades andinas Latacunga y Ambato en la parroquia Panzaleo, en el cantón Salcedo a 7 km hacia el sur desde la cabecera cantonal, a 22 km desde la ciudad de Ambato y 18 km desde Latacunga, a una altitud de 2.600 metros sobre el nivel del mar. Ubicada a un costado de la carretera que unen dichas ciudades.
La laguna tiene una extensión 1100 metros de largo por 290 de ancho. Sus aguas son verdosas y tienen una profundidad máxima de 25 metros.

## Clima
El clima de la zona es ecuatorial mesotérmico seco. El cantón Salcedo presenta dos tipos de clima, divididos en regiones: un clima Mesotérmico semihúmedo en la parte sur, y mesotérmico seco en la mayor parte del territorio. Usualmente tiene un clima árido seco, en el año se registran precipitaciones de 500 milímetros. Durante todo el año, su temperatura varía entre 8,4 °C a 24,2 °C. De igual manera, el agua del lago está a una temperatura de 10 °C.

## Flora
A pesar de que la extensión es muy pequeña, su ecosistema está integrado por una exuberante vegetación de clima seco, combinada con la verdosidad de su laguna.  Los alrededores de la laguna presentan coberturas vegetales densas caracterizadas por cactus, pencas, chilca y vegetación herbácea representada por especies como el sacha chocho y gramíneas. Por el tipo de suelo que se considera seco, estas plantas son originarios de la flora de los páramos secos andinos. En las playas de la laguna encontramos totorales muy utilizados por los habitantes de este lugar para alimentar su ganado.

## Fauna
Dentro sus aguas anidan especies como pececillos policromáticos. Además, más de 17 especies de aves migratorias, habitan la laguna, entre las que se cuenta el cormorán neotropical, que es un ave acuática grande, con pico alargado de color amarillo, el pato rojizo andino, cuyo pico azul contrasta con su elegante plumaje colorado. Además, se encuentran el andae piquiamarillo, la cerceta aliazul, la focha andina, gallareta, el patillo entre otras aves.

## Atractivos

### Parque lineal del Yambo
El mirador del Yambo tiene una gran importancia para el desarrollo turístico del país ubicado en la Panamericana sur que conecta Salcedo con Ambato, se encuentra ubicado a 2767 m s. n. m. En este lugar se construyó la tarabita más larga del Ecuador, en su clase; aunque lamentablemente, esta el domingo 19 de septiembre, por mal diseño e irrespeto a las normas de ingeniería, se trabó a la mitad de su recorrido, dejando por el lapso de dos horas suspendidos a gran altura a sus ocupantes, lo que ha ocasionado traumas psicológicos, actualmente se investigan a los responsables y co-responsables de estos hechos.

## Vías de acceso
Debido a que cuenta con infraestructura vial de acceso en todo vehículo se hace un destino fácil de visitar, si viene desde Quito puede conocer algunas ciudades como Machachi, Lasso, Saquisilí, Latacunga y Salcedo, desde Ambato el recorrido es más rápido de aproximadamente 25minutos. Si ya estamos en la laguna su camino se realiza por trayectos resguardados desde la panamericana y San José de Jacho.